# Harsahi
Harsahi (nepalski: हर्षाही) – gaun wikas samiti w środkowej części Nepalu  w strefie Dźanakpur w dystrykcie Sindhuli. Według nepalskiego spisu powszechnego z 2001 roku liczył on 838 gospodarstw domowych i 4535 mieszkańców (2297 kobiet i 2238 mężczyzn).